# Nnamdi Chinecherem
Nnamdi Chinecherem (ur. 12 lipca 2002) – nigeryjski lekkoatleta specjalizujący się w rzucie oszczepem, olimpijczyk (2024).
W 2019 roku został mistrzem Afryki juniorów oraz zdobył brązowy medal igrzysk afrykańskich. Brązowy medalista mistrzostw świata U20 (2021). Mistrz igrzysk afrykańskich rozegranych w marcu 2024 roku.
Rekord życiowy: 82,80 (22 marca 2024, Akra) rekord Nigerii.

## Osiągnięcia
| Rok  | Impreza                     | Miejsce    | Pozycja           | Wynik |
| ---- | --------------------------- | ---------- | ----------------- | ----- |
| 2019 | Mistrzostwa Afryki juniorów | Abidżan    | 1. miejsce        | 74,71 |
| 2019 | Igrzyska afrykańskie        | Rabat      | 3. miejsce        | 73,24 |
| 2021 | Mistrzostwa świata U20      | Nairobi    | 3. miejsce        | 74,48 |
| 2022 | Igrzyska Wspólnoty Narodów  | Birmingham | 9. miejsce        | 76,46 |
| 2024 | Igrzyska afrykańskie        | Akra       | 1. miejsce        | 82,80 |
| 2024 | Mistrzostwa Afryki          | Duala      | 2. miejsce        | 79,22 |
| 2024 | Igrzyska olimpijskie        | Paryż      | el. – 24. miejsce | 77,53 |